# Apiotoma
Apiotoma é um gênero de gastrópodes pertencente a família Cochlespiridae.

## Espécies
- †Apiotoma balcombensis Powell, 1944.
- †Apiotoma chapplei Powell, 1944.
- †Apiotoma chapuisi Deshayes, 1865 .
- †Apiotoma epimeces Cossmann. 1889 .
  - †Apiotoma epimeces aizyensis Cossmann, 1889
- †Apiotoma pirulata Deshayes, 1834
  - †Apiotoma pirulata var. chedevillei Pezant, 1909
  - †Apiotoma pirulata var. grignonensis Pezant, 1909
- †Apiotoma pritchardi Powell, 1944.
- Apiotoma tibiaformis Powell, 1969[3]
- †Apiotoma zelandica Beu, 1970